# 血の稜線の戦い
血の稜線の戦い（日本語：ちのりょうせんのたたかい、ブラッディリッジのたたかい、韓国語：피의 능선 전투、英語：Battle of Bloody Ridge）は、朝鮮戦争中の1951年8月18日に開始された国連軍及び朝鮮人民軍による戦闘。血の稜線（Bloody Ridge）とは、多くの出血を強要された983高地の戦闘状況から星条旗新聞の記者が名付けたものである。

## 経緯

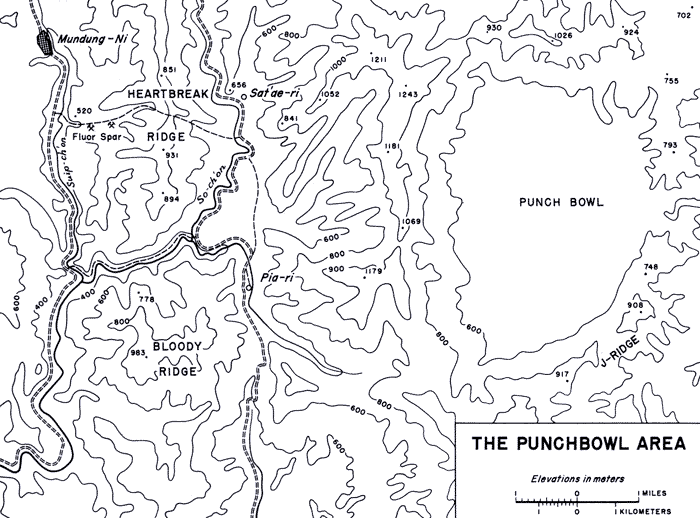
楊口郡亥安面付近の地図。亥安盆地（パンチボウル、Punchbowl）の西方に「血の稜線」（ブラッディリッジ、Bloody Ridge）がある

アメリカ軍第10軍団（軍団長：バイヤース少将）は、休戦交渉の初期から国連軍の軍事作戦の焦点となっていた中東部戦線を担当しており、華川ダムから亥安盆地（Punchbowl）南側に沿って1019高地に至る新カンザス線を防御中であった。しかし亥安盆地によって戦線の中央部に大きな湾曲部が形成され、防御の脆弱点となっていた。第10軍団はこの問題を解消するため、第1段階の作戦として7月26日にアメリカ軍第2師団第38連隊が亥安盆地西側の高地群を攻撃し、30日に大愚山（1178高地）を占領。大愚山は亥安盆地西側の最高点であり、その後の作戦の重要な足掛かりとなるものであった。しかしこの頃に始まった梅雨により作戦は中断し、雨季が明けた8月中旬に再開した。
この時アメリカ軍第10軍団は、韓国軍第7師団（師団長：金容培准将）を華川ダム北側に、アメリカ軍第2師団（フランス大隊、オランダ大隊を配属）を亥安盆地南側に配置し、韓国軍第8師団（師団長：崔栄喜准将）をもって瑞和渓谷を防御させるとともに、韓国軍第5師団（師団長：閔機植准将）とアメリカ軍第1海兵師団（韓国軍海兵第1連隊を配属）を予備とした。第10軍団正面の華川ダム北側には人民軍第5軍団（軍団長：方虎山中将）、亥安盆地北側に第2軍団（軍団長：崔賢中将）、南江付近に第3軍団（軍団長：金光侠中将）が配備されていた。
8月14日、バンフリート将軍は第10軍団と韓国軍第1軍団（軍団長：白善燁少将）に夏季の限定攻勢作戦の緒戦として計画していたクリッパー（匍匐）作戦（Operation Creeper）を速やかに行わせると同時に、第10軍団に対して亥安盆地西側の983高地の攻撃を承認し、亥安盆地の東西両端の高地群に対する作戦を開始することになった。このときバンフリート将軍は、良好な天候とアメリカ軍第5空軍の支援を最大限に利用するよう攻撃開始時間に融通性を持たせること、983高地攻撃に韓国軍部隊を運用するが、クリッパー作戦と相互の連携を取って実施するよう強調した。
人民軍は2か月の膠着期間を利用して強力な防御線を構築していたため、この作戦は朝鮮戦争で初めて経験する陣地戦であった。
983高地の占領を命じられたアメリカ軍第2師団は、第9連隊を杜密嶺一帯、第38連隊を比雅里、第23連隊を亥安盆地南側高地に配置し、長坪里から坪村までの新カンザス線を防御しており、第38連隊は1個大隊をもって大愚山に偵察基地を設けていた。
第2師団の左前方3キロ北側に位置する983高地は、文登里と沙汰里渓谷を閂のように横切る8キロの稜線（西から731高地-983高地-940高地-773高地）の主峰であり、南側が急傾斜で防御する人民軍に有利で、国連軍には非常に不利な地形であった。またこの高地から第2師団の左第一線の防御地域が後方まで瞰制され、第2師団にとっては首に短刀を突き付けられたようなものであった。
人民軍もこの高地の重要性を認識しており、983高地には第5軍団第12師団第1連隊を、940高地から773高地に第2軍団第27師団第14連隊を配置し、2個師団を持って高地を防御し、国連軍の砲撃にも耐えられる数百個の掩体壕を構築して反対側斜面にも有蓋交通壕を連結する築城を行い、陣前に4～500個の箱型地雷を埋設していた。
ラフナー少将は、バンフリート将軍の「韓国軍に戦闘経験を積ませ、自らの能力に対する自信を持たせなければならない」という方針に沿い、配属を受けた韓国軍第5師団第36連隊をもって攻撃を実施することにした。

## 編制

### 国連軍
- 第10軍団 軍団長：クロヴィス・バイアース（英語版）少将
  - 第2師団 師団長：クラーク・ラフナー（英語版）少将
    - 第9連隊
    - 第35連隊 連隊長：高白圭大領
    - 第36連隊 連隊長：黄燁大領

### 朝鮮人民軍
- 第5軍団 軍団長：方虎山中将
  - 第6師団
  - 第12師団
- 第2軍団 軍団長：崔賢中将
  - 第27師団

## 戦闘
8月15日から砲撃と空爆が実施され、18日には7個砲兵大隊126門の火力を集中した攻撃準備射撃に続き、午前6時30分に第36連隊は第3大隊が983高地を、第2大隊が940高地と773高地に攻撃を開始した。しかし人民軍の砲撃と地雷原により、攻撃は頓挫した。そこで攻撃部隊は応急防御に移行し、友軍に支援火力を要請して陣地を砲撃する一方で、接近経路上の地雷原の通路啓開作業を行った。夜には200門の砲を集中して支援し、樹木はなぎ倒され、岩も砕かれて山の形が変化した。人民軍の掩体壕の偽装も剥がれたが、第36連隊も移動に際して隠蔽物を利用することが出来なくなった。
8月16日、夜明けとともに攻撃を開始した。砲撃で暴露した警戒陣地を制圧して破壊された地雷原を通過して敵陣に肉薄したが、後方の掩体交通壕に待機していた人民軍が投入されたため、突撃は容易ではなかった。黄燁連隊長は、一挙に目標を奪取するのは困難と判断し、まず東側の940高地と773高地を奪取するため、予備の第1大隊を右第一線に投入した。
8月19日、第3大隊が731高地を占領。
第2中隊は、アメリカ軍第72戦車大隊B中隊の1個小隊と歩戦チームを編成して773高地東側の鳩峴峠一帯に攻撃のための基盤を確保した。同日夜、第5中隊の特攻隊は鳩峴峠を迂回した後、773高地の後方斜面に接近して第2中隊の支援下に手榴弾を投擲しつつ突撃した。第5中隊の主力が正面から人民軍の陣地に突撃し、第2中隊も突撃に加わって人民軍を駆逐し、20日午前2時に773高地を占領した。これに鼓舞された第1大隊と第2大隊の主力は、南側と西南側から940高地を攻撃したが、人民軍の機関銃と手榴弾によって撃退されてしまった。
8月21日夕方、第2大隊は、773高地を占領している第5中隊を除く5個中隊で南側、南西側、南東側の3方向から940高地に攻撃を開始し、人民軍を駆逐して高地の確保に成功した。
8月22日、第3大隊第11中隊が983高地の後方斜面に迂回して奇襲し、983高地を占領した。第36連隊は稜線を完全に占領し、第3大隊を983高地、第2大隊を940高地、第1大隊を773高地に配置し、人民軍の逆襲に備えるとともに陣地を強化した。同日夜、983高地に対する人民軍の逆襲が始まり、第3大隊は翌日まで続いた人民軍の攻撃を撃退した。
8月24日から25日には確保した陣地を強化し、人民軍の攻撃の基盤となっていた稜線の北側にある3つの高地の占領を企図したが、すでに多くの兵力を失っていた第36連隊にその力は残っていなかった。
8月26日午前2時、新たに人民軍第6師団第13連隊が投入され、983高地が包囲された。940高地と773高地は辛うじて確保していたが、983高地は人民軍によって奪取された。983高地から退却した第3大隊は将兵を収容して逆襲を試みたが、成功しなかった。黄燁連隊長は、983高地西側にはアメリカ軍の部隊がすでに投入されていたため、第3大隊を940高地に撤収させて第2大隊と共に同高地の防御を命じた。
8月26日午前11時、アメリカ軍第2師団は稜線の南側でカンザス線を防御していた第9連隊に第36連隊の支援を命じ、同日夜、第9連隊は940高地に前進した。
8月27日朝、攻撃準備をしていた第9連隊第2大隊に先んじて人民軍が940高地に攻撃を開始した。人民軍の攻撃を撃退し、同日午後に983高地奪還作戦を開始した。第9連隊第2大隊は砲兵の支援下に983高地を攻撃したが、被害は深刻で940高地に後退した。同日夜、人民軍の攻撃によって940高地と773高地まで失った。
第2師団長ラフナー少将は、稜線を奪還するために、韓国軍第5師団に消耗した第36連隊を交代させるように要請し、8月28日午前9時、第9連隊と新たに配属された韓国軍第35連隊に940高地と773高地の奪還を命じた。第35連隊は773高地を奪還したが、夜間に人民軍の逆襲で奪い返されてしまった。しかし第35連隊は翌日昼に攻撃を敢行し、同高地を奪還した。第9連隊も940高地を攻撃したが、確保することはできなかった。
8月28日、第10軍団の作戦拡大方針によって、予備の韓国軍第5師団とアメリカ軍第1海兵師団が戦線に投入されたのを契機に、戦線に大きな変化が起きた。
9月、左右側方から国連軍が稜線の後方まで進出すると、第9連隊の攻撃は進展し、9月3日に773高地、9月4日に940高地、9月5日に983高地を続けて奪取した。940高地と983高地は人民軍がすでに退却したため無血占領であった。これは戦闘で消耗し、国連軍が後方まで進出したことによって増援が阻止され、包囲の危機に直面した人民軍が、9月3日から5日の夜に退却したものと判断された。